# My Life Has Been Saved
My Life Has Been Saved (Mi Vida Ha Sido Salvada) es una canción perteneciente al grupo de rock británico Queen. Fue incorporada como lado B del sencillo Scandal, lanzado al mercado el 9 de octubre de 1989. Años más tarde, en 1995, la canción fue incluida con distintos arreglos en el álbum Made in Heaven. 

## Temática
La canción plantea una reflexión de lo inhóspito que es el mundo en el que vivimos con frases como "Here we go, telling lies" (Aquí vamos, diciendo mentiras), "People going separate ways" (La gente va por caminos separados). Ante esto, la letra expresa el agradecimiento de poder seguir con vida a pesar de los peligros cotidianos al que todos nos enfrentamos.
- Datos: Q6035014